# Lincolnhavet
Lincolnhavet er et farvand i Ishavet, der strækker sig fra Kap Columbia, Canada i vest til Kap Morris Jesup, Grønland i øst. Den nordlige grænse er bestemt til at være storcirklen mellem de to hovedlande. Det er dækket af havis igennem hele året, og har det tykkeste lag is i Ishavet, der kan være op til 15 m tykt. Vanddybden er 100-300 m. Vand og is fra Lincolnhavet løber videre ud i Robesonkanalen, der er den nordligste del af Nares Strædet.
Havet er opkaldt efter Robert Todd Lincoln, den tidligere amerikanske krigsminister, under Adolphus Greelys polarekspedition i 1881–1884 til Lady Franklin Bay.
Alert, det nordligste fast beboede sted i verden, er det eneste beboede sted langs kysten af Lincolnhavet. Øst for Lincolnhavet ligger Wandelhavet.